# I Курултай кримськотатарського народу

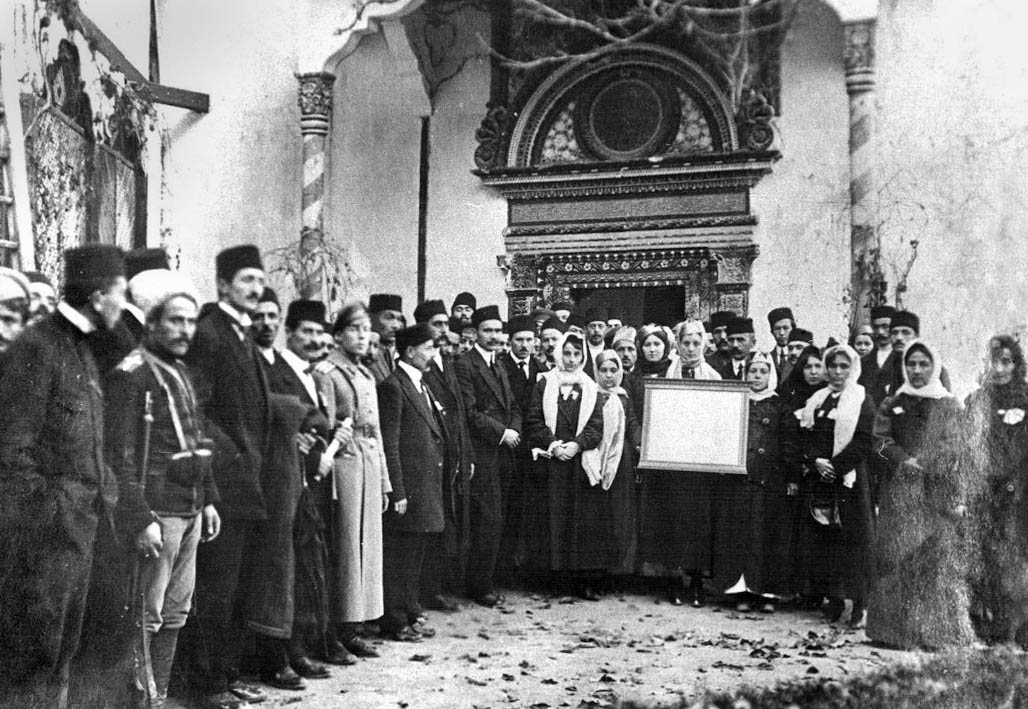
Учасники Першого Курултаю

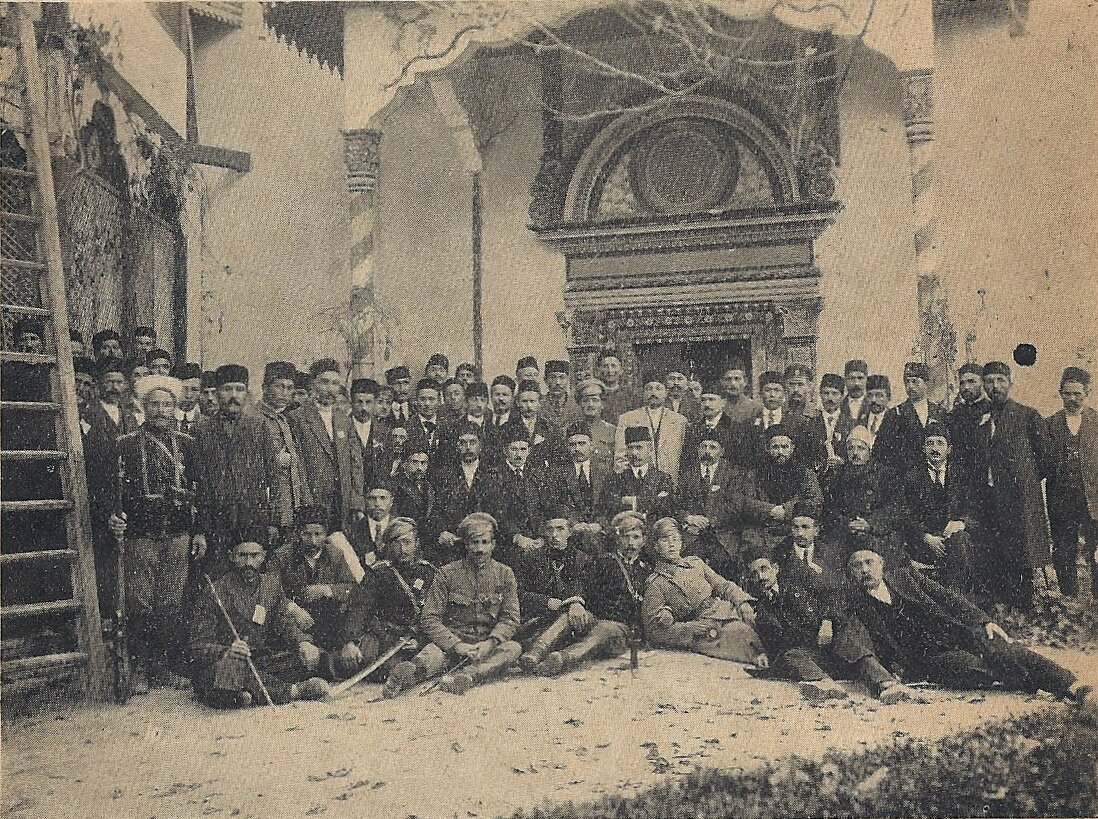
Учасники Першого Курултаю з представниками національних військ і кримськими турками (фото зроблено у внутрішньому дворі Ханського палацу в Бахчисараї). Другий ряд справа наліво, сидять: Якуб Керменчикли, Бекір Сидки Одабаш, Імам Ахмед-ефенді Озенбашли, Сейдджеліль Хаттат, Хасан Сабрі Айваз, Номан Челебіджихан, Якуб Кемаль та Сейдомер Таракчи. Більшість із них стали жертвами більшовицького терору у 1918-1938 роках.

Перший Курултай кримськотатарського народу (крим. Qırımtatar Halqınıñ Birinci Qurultayı) — національний з'їзд кримських татар, що відбувався з 9 грудня по 26 грудня 1917 року в Ханському палаці в Бахчисараї.
Курултай проголосив про створення Кримської Народної Республіки, обрав президію (до якої увійшов зокрема Номан Челебіджихан) і ухвалив демократичну Конституцію, з якою було запроваджено загальне виборче право, рівноправність чоловіків і жінок, було скасовано звання і станові привілеї, було затверджено порядок скликання парламенту та обрання національного уряду.
Курултай урочисто привітали члени Української Центральної ради і особисто Симон Петлюра.
В середині січня 1918 року більшовики захопили Крим і розігнали Курултай. Номана Челебіджихана та його соратників заарештували і відправили літаком у Севастополь. Згодом Челебіджихана було страчено.

## Галерея

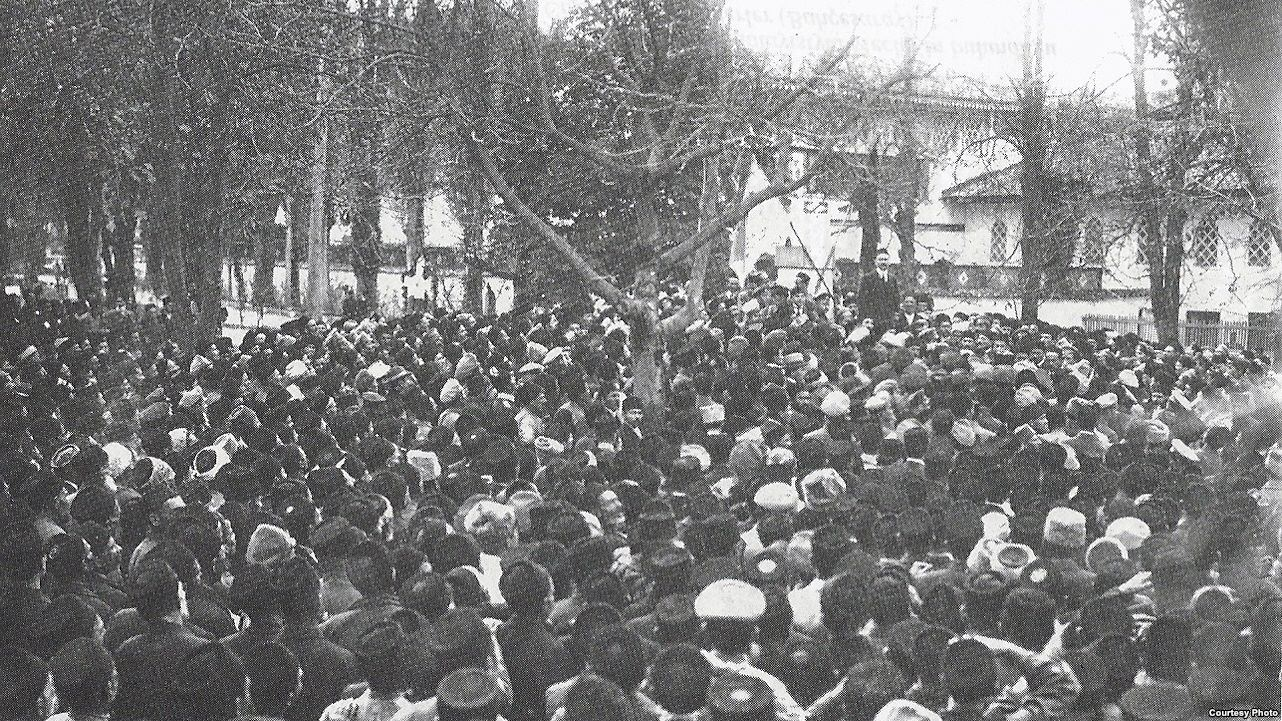
Перший Курултай
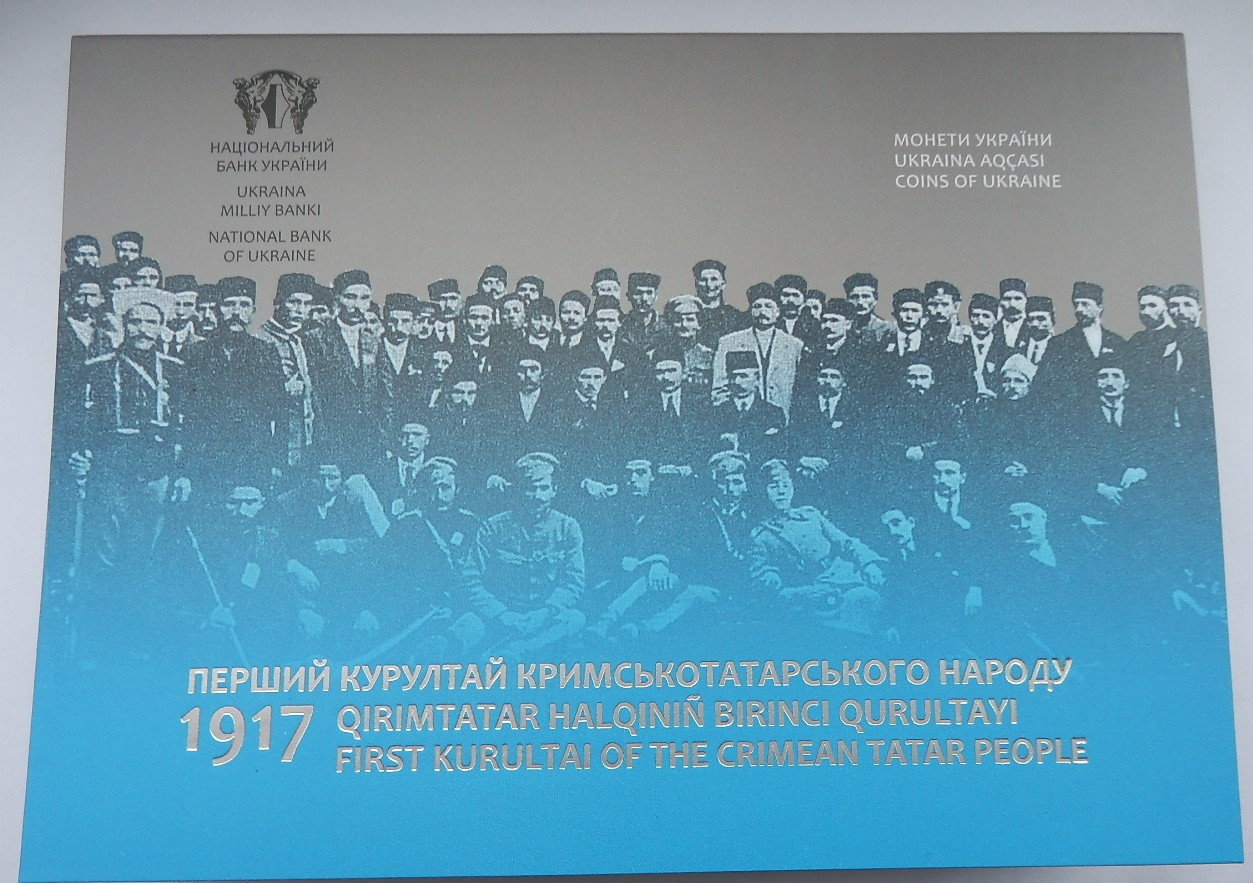
Фото учасників Першого Курултаю на буклеті, присвяченому 100-річчю з'їзду